# 67 Pułk Piechoty South Hampshire
67 pułk piechoty South Hampshire (ang. 67th (South Hampshire) Regiment of Foot) – pułk piechoty brytyjskiej sformowany w kwietniu 1758 z II batalionu 20 pułku piechoty (2nd Battalion, 20th Regiment of Foot).
W 1782 do nazwy pułku dodano hrabstwo South Hampshire. Oddział przestał istnieć w 1881.